# Oskar Fischer (politikus)
Oskar Fischer (Aš, Csehszlovákia, 1923. március 19. – Berlin, 2020. április 2.) keletnémet kommunista politikus, a Német Demokratikus Köztársaság külügyminisztere (1975–1990).

## Pályafutása
A szabó mesterség elsajátítását követően a háború idején a Wehrmachtban szolgált, 1944 és 1946 között szovjet hadifogságban volt. 1948-ban belépett a Német Szocialista Egységpártba. 1955 és 1959 között az NDK nagykövete Bulgáriában. Felsőfokú végzettségét a Moszkvai Pártfőiskolán szerezte meg 1965-ben. 1965 és 1973 között külügyminiszter-helyettes, ezután államtitkár. 1971-től a Német Szocialista Egységpárt Központi Bizottságának tagja. Az NDK külügyminiszteri tisztségét 1975 és 1990 között töltötte be. Az akkor 67 éves Fischer ezután egy évtizedre teljesen visszavonult a magánéletbe; visszautasította az interjúkéréseket.

## Magyarul megjelent művei
- A Német Demokratikus Köztársaság Népi Kamarájának rendkívüli ülése 1989. szeptember elsején a második világháború kitörésének 50. évfordulója alkalmából / Horst Sindermann: Megemlékezés / Oskar Fischer: Beszéd a második világháború kitörésének 50. évfordulója alkalmából; Panorama DDR, Berlin, 1989 (Dokumentumok a Német Demokratikus Köztársaság politikájáról)

## Kitüntetései
- Hazafias Érdemrend (1973)
- Karl Marx-rend (1983)

## Fordítás
- Ez a szócikk részben vagy egészben a Oskar Fischer című német Wikipédia-szócikk fordításán alapul.  Az eredeti cikk szerkesztőit annak laptörténete sorolja fel. Ez a jelzés csupán a megfogalmazás eredetét és a szerzői jogokat jelzi, nem szolgál a cikkben szereplő információk forrásmegjelöléseként.